# 사탄의 사자: 망자의 저주
사탄의 사자: 망자의 저주(Viy)는 프랑스에서 제작된 올레그 스텝첸코 감독의 2014년 모험, 판타지, 미스터리 영화이다. 제이슨 플레밍 등이 주연으로 출연하였다.

## 출연

### 주연
- 제이슨 플레밍
- 안드레이 스몰리야코프
- 알렉세이 차도프

### 조연
- 유리 트리로
- 올가 자이체바
- 오고어 지지카인
- 니나 루슬라노바
- 발레리 졸로투킨

## 제작진
- 의상: 야르밀라 코넥나